# Otakar Materna
Otakar Materna (13. července 1860 Șeica Mare – 9. září 1928 Praha) byl rakouský a český stavební podnikatel, architekt a politik, na přelomu 19. a 20. století poslanec Českého zemského sněmu.

## Biografie
Narodil se v Șeica Mare v Sedmihradsku. Vystudoval reálnou školu v Kutné Hoře a pražskou techniku. Už jako student se zapojil do veřejného života. Byl redaktorem Akademických listů. Napsal dějiny Akademického čtenářského spolku za I. třicetiletí své existence. Pracoval jako inženýr u pražské obce (v letech 1881–1882 inženýr městské plynárny). Roku 1883 nastoupil jako inženýr k Národnímu divadlu a podílel se na přestavbě objektu. V roce 1889 (podle jiného zdroje roku 1887) se stal samostatným stavitelem a architektem v Praze. Jako první použil roku 1897 při stavbě Schierových domů poblíž kostela svatého Mikuláše betonovou konstrukci sklepů. Celkem je autorem 40 staveb v Praze (například přístavby Náprstkova musea). Postavil i budovu reálné školy v Kutné Hoře a další četné zakázky po celých Čechách. Navrhl transformaci dosud nadnárodního Spolku architektů a inženýrů v království českém na etnicky ryze českou korporaci. Publikoval technickou literaturu (například Šest hovorů o technických potřebách krás Prahy z roku 1895) a memoáry.
Od roku 1896 zasedal v pražském obecním sboru starších. V 90. letech 19. století se zapojil i do zemské politiky. Ve volbách v roce 1895 byl zvolen v městské kurii (volební obvod Praha-Malá Strana) do Českého zemského sněmu. Politicky patřil k mladočeské straně.